# Revista do Professor de Matemática
A Revista do Professor de Matemática, também conhecida a partir de seu acrônimo RPM, é uma revista brasileira de divulgação científica com distribuição quadrimestral publicada pela Sociedade Brasileira de Matemática, com colaboração da Universidade de São Paulo. Criada em 1982 e publicada ininterruptamente desde então, a revista trata de artigos de matemática, que vão desde o nível elementar até o nível avançado, tendo enfoque em abordagens voltadas à educação matemática, acessíveis a professores de ensino médio e alunos de cursos de Licenciatura em matemática, sendo uma das mais importantes e reconhecidas do Brasil, estando na lista de periódicos nacionais reconhecidos pela Sociedade Brasileira de Educação Matemática (SBEM).

## Conteúdo
O principal enfoque da RPM está nas ações praticadas em sala de aula, tais como a apresentação de uma forma diferente de ensinar um assunto, tópicos sobre história da matemática e uso de tecnologias nas aulas de matemática.
O periódico tenta minimizar a carência de materiais de leitura para professores do ensino fundamental e médio, já que em muitas situação estes só dispõem do livro-texto utilizado como base do curso, apresentando artigos de leitura acessível e agradável.
A revista se estrutura a partir de artigos, que não ocupam mais do que 8 páginas, intercalado com várias seções, algumas delas regulares. A revista também possui seções reservadas para resoluções de problemas, painéis com informações sobre diversos temas, uso do computador na sala de aula, dúvidas do professor e curiosidades matemáticas.

## Edições especiais
A Revista do Professor de Matemática também publicou números especiais, além dos publicados na numeração convencional, para o Programa de Iniciação Científica Júnior (PIC) da Olimpíada Brasileira de Matemática das Escolas Públicas (OBMEP), um programa em que participam os premiados da olimpíada com medalhas de ouro, prata e bronze e, eventualmente, menções honrosas da OBMEP do ano anterior, num total de 6 edições especiais.
| Nº | Edição                                           | Ano de publicação |
| -- | ------------------------------------------------ | ----------------- |
| 1  | RPM - Edição Especial PIC 2007                   | 2007              |
| 2  | RPM - Edição Especial PIC 2008                   | 2008              |
| 3  | RPM - Edição Especial PIC 2013                   | 2013              |
| 4  | RPM - Edição Especial 9º PIC                     | 2014              |
| 5  | RPM - Edição Especial 10º PIC - 10 anos de OBMEP | 2015              |

## Como premiação
A Revista do Professor de Matemática também é parte dos prêmios atribuídos aos professores cujos alunos obtiveram um excelente desempenho na OBMEP. Estes podem ganhar também um tablet e um diploma. A premiação para escolas também inclui exemplares da RPM, que serão destinados às respectivas bibliotecas das instituições de ensino além de 105 Kits esportivos, 405 Kits de materiais didáticos (no qual a RPM está inclusa) e 15 troféus.

## Encontro da RPM
A Revista do Professor de Matemática também organiza encontros bienais, onde oferece palestras, oficinas e minicursos, sendo direcionado para professores da educação básica e professores e alunos de cursos de licenciatura em Matemática.
| Edição | Ano  | Nome Oficial                                        | Sede | Cidade       | UF                 | Período             |
| ------ | ---- | --------------------------------------------------- | ---- | ------------ | ------------------ | ------------------- |
| 1      | 2003 | I Encontro da Revista do Professor de Matemática    |      |              |                    |                     |
| 2      | 2005 | II Encontro da Revista do Professor de Matemática   |      |              |                    |                     |
| 3      | 2007 | III Encontro da Revista do Professor de Matemática  |      |              |                    |                     |
| 4      | 2009 | IV Encontro da Revista do Professor de Matemática   |      |              |                    |                     |
| 5      | 2011 | V Encontro da Revista do Professor de Matemática    | UFBA | Salvador     | Bahia              | 3 e 4 de junho      |
| 6      | 2013 | VI Encontro da Revista do Professor de Matemática   | UFMS | Campo Grande | Mato Grosso do Sul | 29 e 30 de novembro |
| 7      | 2015 | VII Encontro da Revista do Professor de Matemática  |      |              |                    |                     |
| 8      | 2017 | VIII Encontro da Revista do Professor de Matemática |      |              |                    |                     |